# 上布萊吉湖
46°58′51″N 9°00′48″E / 46.98083°N 9.01333°E

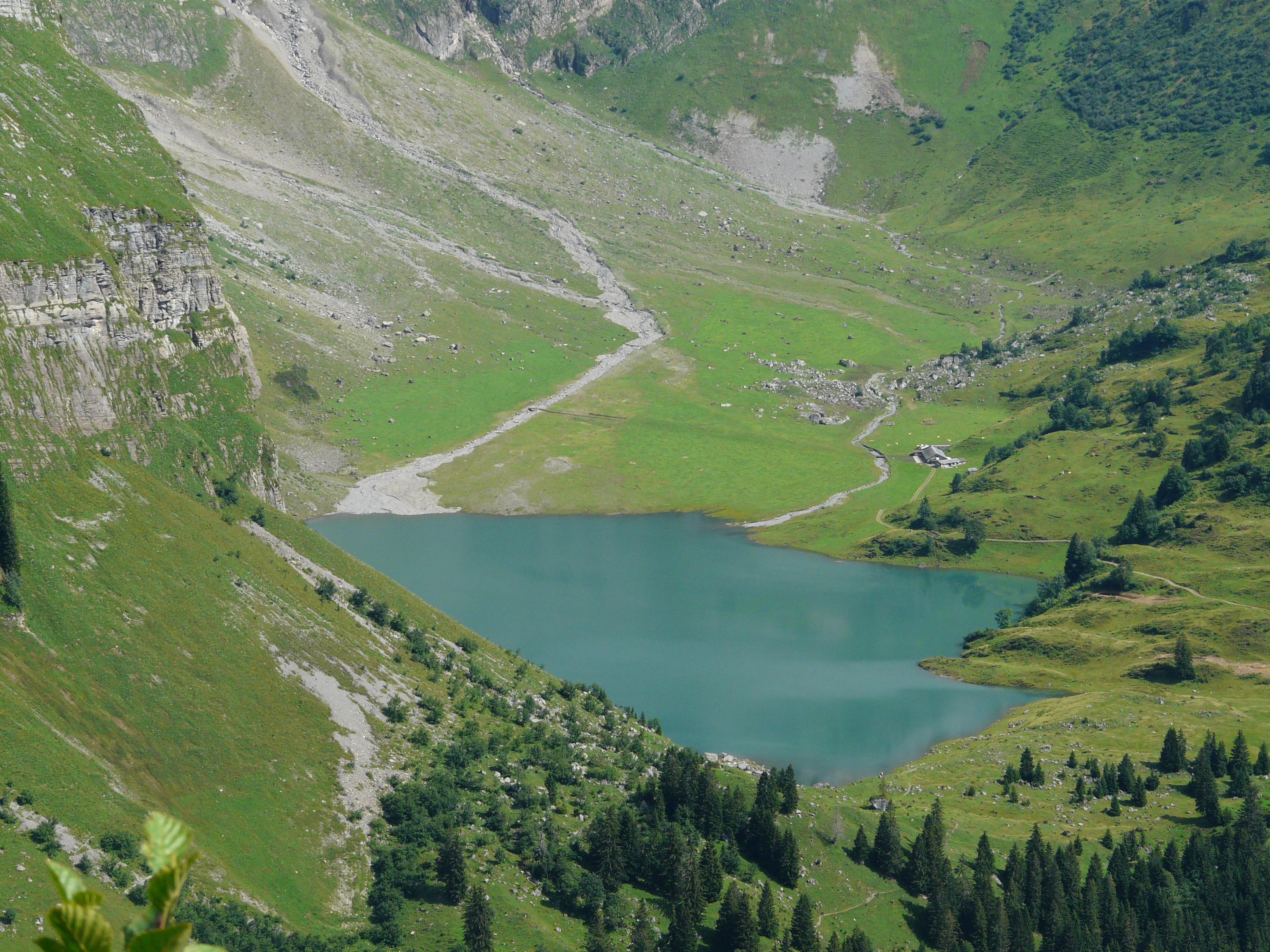

上布萊吉湖（Oberblegisee），是瑞士的湖泊，位於該國東部，由格拉魯斯州負責管轄，處於格萊尼施山腳，面積0.17平方公里，海拔高度1,422米，最大水深30米。